# Marco Rubio
Marco Antonio Rubio (sinh ngày 28 tháng 5 năm 1971) là một chính trị gia Hoa Kỳ gốc Cuba. Ông hiện là Bộ trưởng Ngoại giao Hoa Kỳ trong nhiệm kỳ thứ hai của Tổng thống Donald Trump. Trước đó ông là Thượng nghị sĩ Hoa Kỳ thuộc Đảng Cộng hòa đại diện cho bang Florida.
Vào tháng 4 năm 2015, ông tuyên bố sẽ không tái tranh cử vào Thượng viện, thay vào đó chọn tranh cử tổng thống. Ông kết thúc chiến dịch tranh cử tổng thống của mình vào ngày 15 tháng 3 năm 2016, sau khi thua cuộc bầu cử sơ bộ của Đảng Cộng hòa ở Florida trước Donald Trump. Sau đó ông quyết định tái tranh cử vào Thượng viện, giành chiến thắng trong nhiệm kỳ thứ hai vào cuối năm đó. 
Rubio trở thành thượng nghị sĩ cấp cao của Florida vào tháng 1 năm 2019, sau thất bại của cựu Thượng nghị sĩ Bill Nelson và được bầu lại nhiệm kỳ thứ ba vào năm 2022, đánh bại ứng cử viên Dân chủ Val Demings.

## Chiến dịch tranh cử tổng thống năm 2016
Trong cuộc bầu cử sơ bộ đầu tiên của đảng Cộng hòa, tại bang Iowa vào ngày 1 tháng 2 năm 2016, Rubio đứng thứ ba, sau các ứng cử viên Ted Cruz và Donald Trump.
Tại cuộc tranh luận trên truyền hình toàn quốc giữa các ứng cử viên Đảng Cộng hòa ở bang New Hampshire vào ngày 6 tháng 2 năm 2016, Rubio đã bị đối thủ Chris Christie chỉ trích vì nói lặp đi lặp lại và nghe theo kịch bản. Vào ngày 9 tháng 2, khi chỉ đứng thứ năm trong kết quả sơ bộ ở bang New Hampshire, ông đã nhận lỗi và thừa nhận đã có một màn tranh luận kém.
Trong cuộc bầu cử sơ bộ của Đảng Cộng hòa ở bang Nam Carolina vào ngày 20 tháng 2 năm 2016, Rubio về thứ hai nhưng ông lại không giành được bất kỳ đại biểu nào do Donald Trump đã giành được tất cả các khu vực quốc hội của Nam Carolina. Ứng viên Jeb Bush tuyên bố rời cuộc đua.
Vào ngày 23 tháng 2, Rubio về thứ hai trong các cuộc bỏ phiếu kín ở bang Nevada, một lần nữa ông lại thua trước Donald Trump. Trump gọi những nhận xét của Rubio tại cuộc tranh luận ngày 25 tháng 2 là "rô bốt" do Rubio sử dụng lặp đi lặp lại các luận điểm giống nhau.
Tại một cuộc tranh luận khác của Đảng Cộng hòa vào ngày 25 tháng 2, Rubio liên tục chỉ trích ứng cử viên hàng đầu Donald Trump. Được CNN mô tả là một "bước ngoặt trong phong cách" vì Rubio trước đây phần lớn phớt lờ Trump trong chiến dịch tranh cử của ông, và điều này đã đi chệch khỏi "thông điệp chiến dịch lạc quan" của Rubio. Ngày hôm sau, Rubio tiếp tục công kích Trump, thậm chí còn chế nhạo ngoại hình của Trump.
Vào ngày 1 tháng 3, còn được gọi là "Siêu Thứ Ba" diễn ra mười một cuộc tranh cử của Đảng Cộng hòa. Chiến thắng duy nhất của Rubio là ở bang Minnesota, bang đầu tiên ông giành được kể từ khi cuộc bỏ phiếu sơ bộ bắt đầu một tháng trước đó. Rubio tiếp tục giành chiến thắng trong các cuộc bỏ phiếu tiếp theo ở bang Puerto Rico vào ngày 6 tháng 3 và Quận Columbia vào ngày 12 tháng 3, nhưng ông để thua ở tám bang khác từ ngày 5 đến ngày 8 tháng 3.
Vào ngày 15 tháng 3, Rubio tuyên bố kết thúc chiến dịch tranh cử sau khi xếp thứ hai tại bang nhà Florida. Vài giờ trước đó, Rubio đã bày tỏ kỳ vọng về một chiến thắng ở Florida, và nói rằng ông sẽ tiếp tục vận động (ở bang Utah) "bất kể kết quả" đêm đó ra sao. Kết quả là Rubio chỉ được 27,0% phiếu bầu của Florida, trong khi Donald Trump giành được 45,7% và tất cả các đại biểu của Florida.
Kết thúc hoàn toàn cuộc tranh cử tổng thống sau sáu lần bỏ phiếu sơ bộ vào ngày 15 tháng 3, Rubio chỉ giành được vỏn vẹn 169 trong tổng số 1237 đại biểu. Theo sau là Ted Cruz được 411 đại biểu và Donald Trump được 673 đại biểu.

## Thượng nghị sĩ Hoa Kỳ
Sau khi thất bại trong chiến dịch tranh cử tổng thống năm 2016, Rubio tuyên bố tái tranh cử chức vụ Thượng nghị sĩ Hoa Kỳ đại diện cho tiểu bang Florida và ông đã đắc cử.

## Lập trường chính trị

### Nhập cư
Rubio ban đầu giành được ghế Thượng viện Hoa Kỳ với sự ủng hộ mạnh mẽ của Phong trào Tiệc trà, nhưng sự ủng hộ năm 2013 của ông đối với luật cải cách nhập cư toàn diện đã khiến ông giảm sút tín nhiệm. 
Rubio ủng hộ việc siết chặt biên giới của đất nước, nhưng cũng muốn cung cấp tư cách pháp lý cho những người đến Hoa Kỳ bất hợp pháp. Ngoài ra, Rubio cho rằng chương trình DACA là vi hiến.

### Môi trường
Ông phản đối giải thích khoa học về biến đổi khí hậu, cho rằng hoạt động của con người không đóng vai trò chính trong sự nóng lên toàn cầu và các đề xuất giải quyết biến đổi khí hậu sẽ không hiệu quả và có hại về mặt kinh tế.

### Xã hội

#### Y tế
Ông muốn thay thế Đạo luật chăm sóc sức khỏe Obamacare bằng các khoản tín dụng thuế và ít quy định hơn.

#### Sử dụng cần sa
Rubio phản đối việc loại bỏ danh nghĩa các loại ma túy bất hợp pháp và không đồng ý với việc hợp pháp hóa cần sa, nhưng ông ủng hộ sử dụng cần sa trong y tế không gây hưng phấn. 

#### Chống phá thai
Rubio là một người phản đối thẳng thắn việc phá thai. Trong một cuộc phỏng vấn với Chris Cuomo của CNN, ông đã nói rằng, "Mỗi mạng sống đều đáng được bảo vệ". Trong Đại hội lần thứ 113, Rubio đã đồng tài trợ S.1670 - Đạo luật bảo vệ trẻ chưa sinh có khả năng chịu đau, cấm phá thai nếu thai nhi 20 tuần trở lên, ngoại trừ trường hợp hiếp dâm hoặc loạn luân hoặc nếu tính mạng của người mẹ đang gặp nguy hiểm. 

#### Giáo dục
Về giáo dục, ông ủng hộ việc mở rộng các trường bán công, phản đối các Tiêu chuẩn Chung của Tiểu bang và ủng hộ việc đóng cửa Bộ Giáo dục liên bang. 

#### Kiểm soát súng
Rubio ủng hộ việc thu thập hàng loạt siêu dữ liệu cho các mục đích an ninh quốc gia. Ông cho rằng luật kiểm soát súng liên tục không đạt được mục đích của chúng và tính đến năm 2017 đã nhận được 3.303.355 đô la quyên góp từ Hiệp hội Súng trường Quốc gia.  

#### Tư pháp
Về hình phạt tử hình, Rubio ủng hộ việc đơn giản hóa quy trình kháng cáo.

### Kinh tế
Rubio ủng hộ việc ấn định thuế doanh nghiệp ở mức 25%, cải cách mã số thuế và giới hạn các quy định kinh tế, đồng thời đề xuất tăng tuổi nghỉ hưu an sinh xã hội dựa trên tuổi thọ cao hơn.
Ông ủng hộ Hiệp định Đối tác Xuyên Thái Bình Dương, nói rằng Hoa Kỳ có nguy cơ bị loại khỏi thương mại toàn cầu trừ khi nước này cởi mở hơn với thương mại. 

### Quốc phòng
Rubio kêu gọi cân bằng ngân sách liên bang, đồng thời ưu tiên chi tiêu quốc phòng. 
Lập trường của Rubio về các vấn đề quân sự, chính sách đối ngoại và an ninh quốc gia như việc ông ủng hộ việc trang bị vũ khí cho quân nổi dậy Syria và cho NSA đã khiến một số nhà hoạt động Phong trào Tiệc trà theo chủ nghĩa tự do xa lánh.

### Đối ngoại
Rubio ủng hộ cuộc xâm lược Iraq năm 2003 và can thiệp quân sự vào Libya.
Rubio cũng lên tiếng ủng hộ một cuộc can thiệp do Ả Rập Xê út dẫn đầu vào Yemen chống lại phiến quân Houthi.
Về Iran, ông ủng hộ các biện pháp trừng phạt cứng rắn, và hủy bỏ thỏa thuận hạt nhân.
Ông ủng hộ các lực lượng Sunni địa phương ở Iraq và Syria. Rubio nói rằng Hoa Kỳ không thể chấp nhận thêm người tị nạn Syria bởi vì việc kiểm tra lý lịch không thể được thực hiện trong hoàn cảnh hiện tại. Ông ủng hộ việc bắt tay với các đồng minh để thiết lập các vùng cấm bay ở Syria nhằm bảo vệ dân thường khỏi Bashar al-Assad.
Ông cũng cảnh giác với Trung Quốc liên quan đến an ninh quốc gia và nhân quyền, cũng như muốn tăng cường sự hiện diện quân sự của Hoa Kỳ ở khu vực đó nhưng hy vọng tăng trưởng kinh tế lớn hơn do giao dịch với quốc gia đó. Ông cho rằng Hoa Kỳ nên ủng hộ dân chủ, tự do và quyền tự chủ thực sự của người dân Hồng Kông.